# Simone Vicquery
Simone Vicquery (19 ottobre 1975) è un ex sciatore alpino italiano.

## Biografia
Slalomista puro originario di Gressoney-La-Trinité, Vicquery esordì in Coppa Europa il 12 gennaio 1995 a Champoluc, senza completare la prova, e in Coppa del Mondo il 17 dicembre 1996 a Madonna di Campiglio, quando arrivò 22º: tale piazzamento sarebbe rimasto il migliore dello sciatore valdostano nel massimo circuito internazionale. In Coppa Europa conquistò 5 podi: il primo il 10 gennaio 1997 a Donnersbachwald (2º), l'ultimo il 13 marzo 1998 a Bardonecchia (3º). Prese per l'ultima volta il via in Coppa del Mondo il 28 febbraio 1999 a Ofterschwang, senza completare la prova, e si ritirò al termine della stagione 2002-2003; la sua ultima gara fu uno slalom speciale FIS disputato il 10 aprile a Pampeago. Non prese parte a rassegne olimpiche o iridate.

## Palmarès

### Coppa del Mondo
- Miglior piazzamento in classifica generale: 123º nel 1997

### Coppa Europa
- 5 podi:
  - 2 secondi posti
  - 3 terzi posti